# 高野駅 (岡山県)
高野駅（たかのえき）は、岡山県津山市高野本郷にある、西日本旅客鉄道（JR西日本）因美線の駅である。

## 歴史
- 1928年（昭和3年）3月15日：鉄道省因美南線美作加茂 - 津山間開通時に開設[2]。
  - 当時の所在地表示は岡山県苫田郡高野村高野本郷[2]であった。
- 1954年（昭和29年）7月1日：高野村が津山市に編入、所在地表示が岡山県津山市高野本郷となる。
- 1987年（昭和62年）4月1日：国鉄分割民営化に伴い、JR西日本の駅となる[1]。
- 1997年（平成9年）11月29日：直営駅から無人駅化、交換設備廃止[3]。

## 駅構造

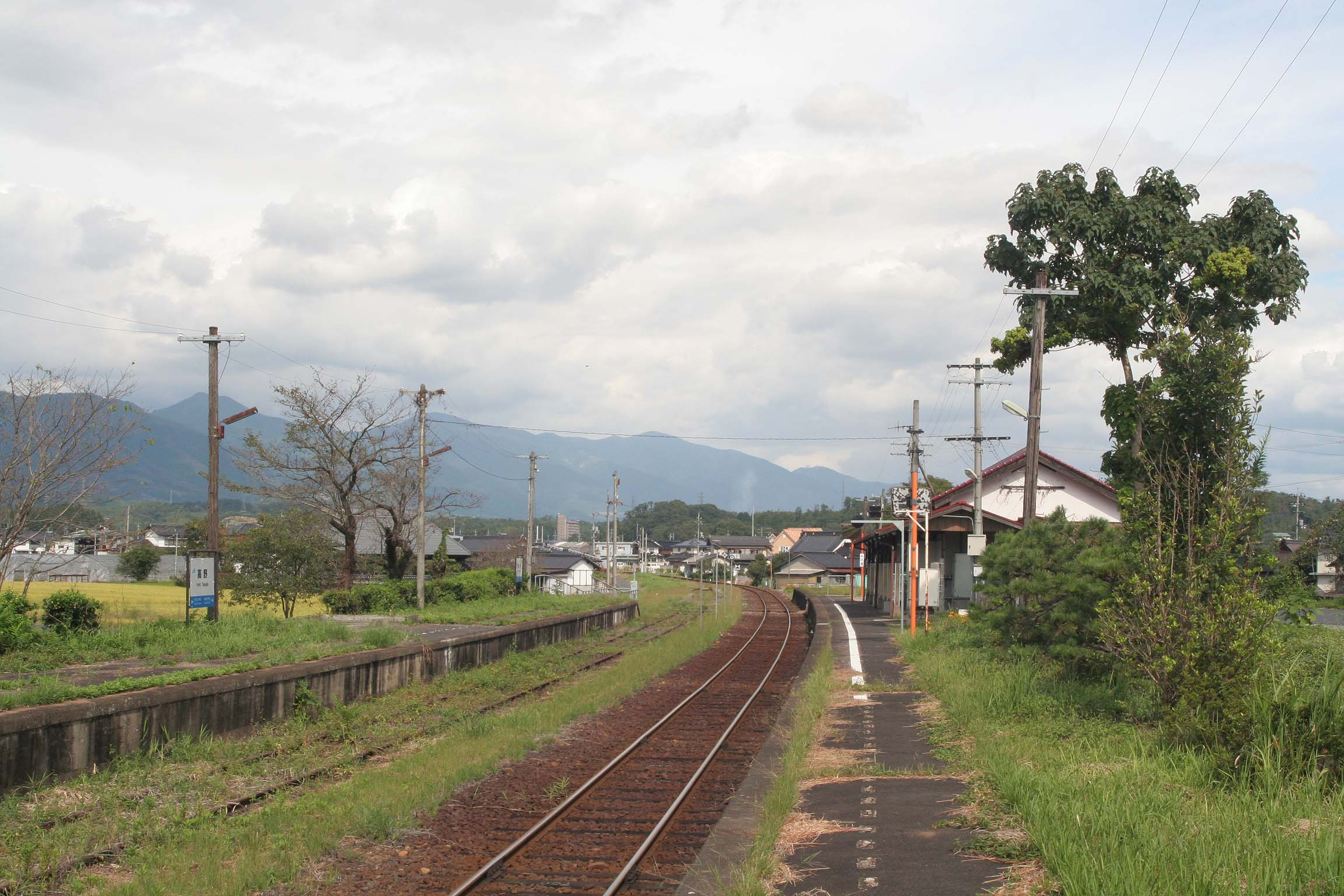
構内（2007年10月）

単式ホーム1面1線を有する地上駅（停留所）。以前は相対式ホーム2面2線であったが、急行「砂丘」廃止の際、以前の智頭方面行ホーム側（駅舎から見て反対側）の線路は本線と離されている。現在は棒線駅のため、以前の津山方面行ホーム側に智頭方面行・津山方面行双方が発着している。廃止されたホームへは構内踏切で連絡していた。木造駅舎を備える。
津山駅管理の無人駅。駅前広場がある。

## 利用状況
近年の1日平均乗車人員の推移は以下の通り。
| 乗車人員推移 | 乗車人員推移 |
| 年度         | 1日平均人数  |
| ------------ | ------------ |
| 1999         | 31           |
| 2000         | 18           |
| 2001         | 17           |
| 2002         | 18           |
| 2003         | 20           |
| 2004         | 18           |
| 2005         | 17           |
| 2006         | 22           |
| 2007         | 19           |
| 2008         | 27           |
| 2009         | 22           |
| 2010         | 17           |
| 2011         | 15           |
| 2012         | 17           |
| 2013         | 18           |
| 2014         | 22           |
| 2015         | 23           |
| 2016         | 26           |
| 2017         | 28           |
| 2018         | 33           |
| 2019         | 31           |
| 2020         | 26           |
| 2021         | 27           |
| 2022         | 25           |

## 駅周辺
- 成名郵便局
- 津山高野郵便局
- 国道53号
- 岡山県道347号田熊高野停車場線
- 中鉄北部バス「高野駅前」停留所

## 隣の駅
西日本旅客鉄道（JR西日本）
 因美線
■快速（上りのみ停車、下りは通過）
美作加茂駅 ← 高野駅 ← 東津山駅
■普通
美作滝尾駅 - 高野駅 - 東津山駅